# キプロスのイスラム教

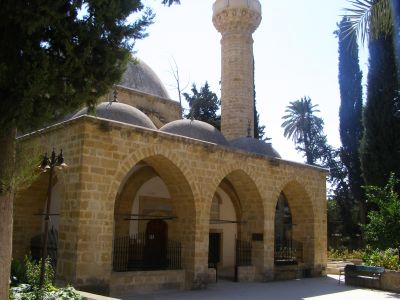
ニコシアのモスク

キプロスのイスラム教は1571年にオスマン帝国による支配を受けるようになってから本格的に導入された。これ以前においては、島内でイスラム教を信仰する者はアラブ人による度重なる襲撃と略奪の際に共にやってきたイスラム教の伝道師であった。
1974年にトルコがキプロス島に侵攻する以前、トルコ系キプロス人（キプロスのムスリムコミュニティ）は島内の全人口の約18％を占めており、島内全域に暮らしていた。今日、島内に住む約264,172人のムスリムのほぼすべてがキプロス島北部に居住している。トルコ系キプロス人の社会は極めて世俗的であるが、少なくとも形式上はスンナ派の信仰を掲げている。また、神秘的な遺産や発展に根ざしたスーフィズムの影響も見られる。ナクシュバンディー教団ハッカーナ派の指導者であるNazim al-Qubrusiはラルナカの出身であり、現在はレフカに居住している。

## 歴史
イスラム教はアラブ人の侵入により中世以前にキプロスで知られるようになったが、本格的な普及には1571年のオスマン帝国による征服を待たなければならなかった。
預言者ムハンマドのおばであるウンム・ハラームはキプロス島への初期のアラブ遠征に随行したとされている。彼女はラバから落馬して死亡し、現在のハラ・スルタン・テッケに埋葬されている。
1974年のトルコ軍によるキプロス侵攻以降、キプロス島北部のムスリムの人口はトルコからやってきたスンナ派が大多数を占める住民により大きく増加した。これらの住民の法的地位は国際法、特にジュネーヴ条約のもとでは問題視されており、国家の人口の増減に対する意図的な変化を目的とした住民の越境の点において問題となっている。

## 重要史跡
島内にはいくつかの重要なイスラム教寺院や史跡が存在している。
- ニコシアにあるアラブアフメト・モスク（16世紀）
- ラルナカにあるハラ・スルタン・テッケ/「ウンム・ハラーム・モスク」（18世紀）
- ラーラ・ムスタファ・パシャ・モスク、セリミエ・モスク、ハイダルパシャ・モスク：十字軍時代より残るかつてのカトリックの聖堂。これらの建物は中世、島を統治していたカトリックを信仰する少数派が独占的に使用していた建物がムスリムによる侵攻以降モスクへと改修されたことを意味している。

## ギャラリー

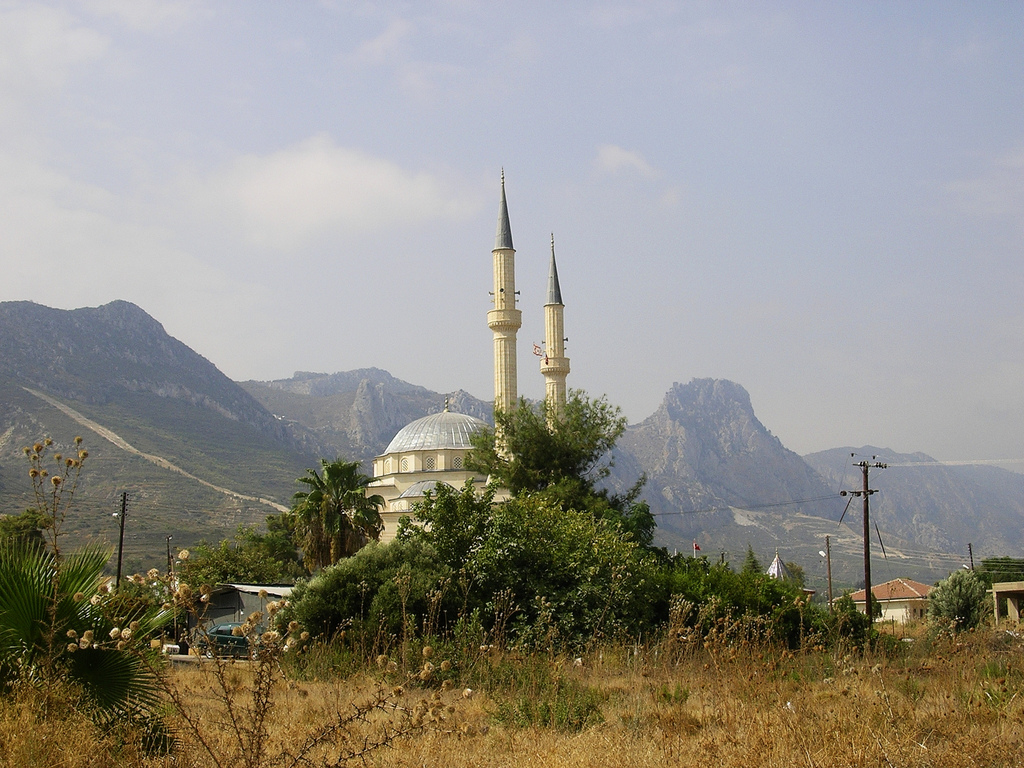
キレニアのモスク
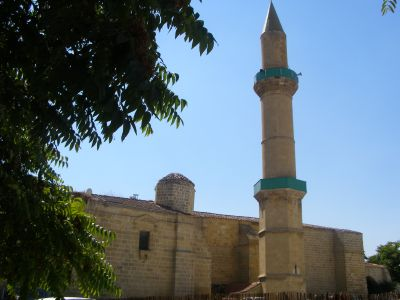
ニコシアのオメリエ・モスク
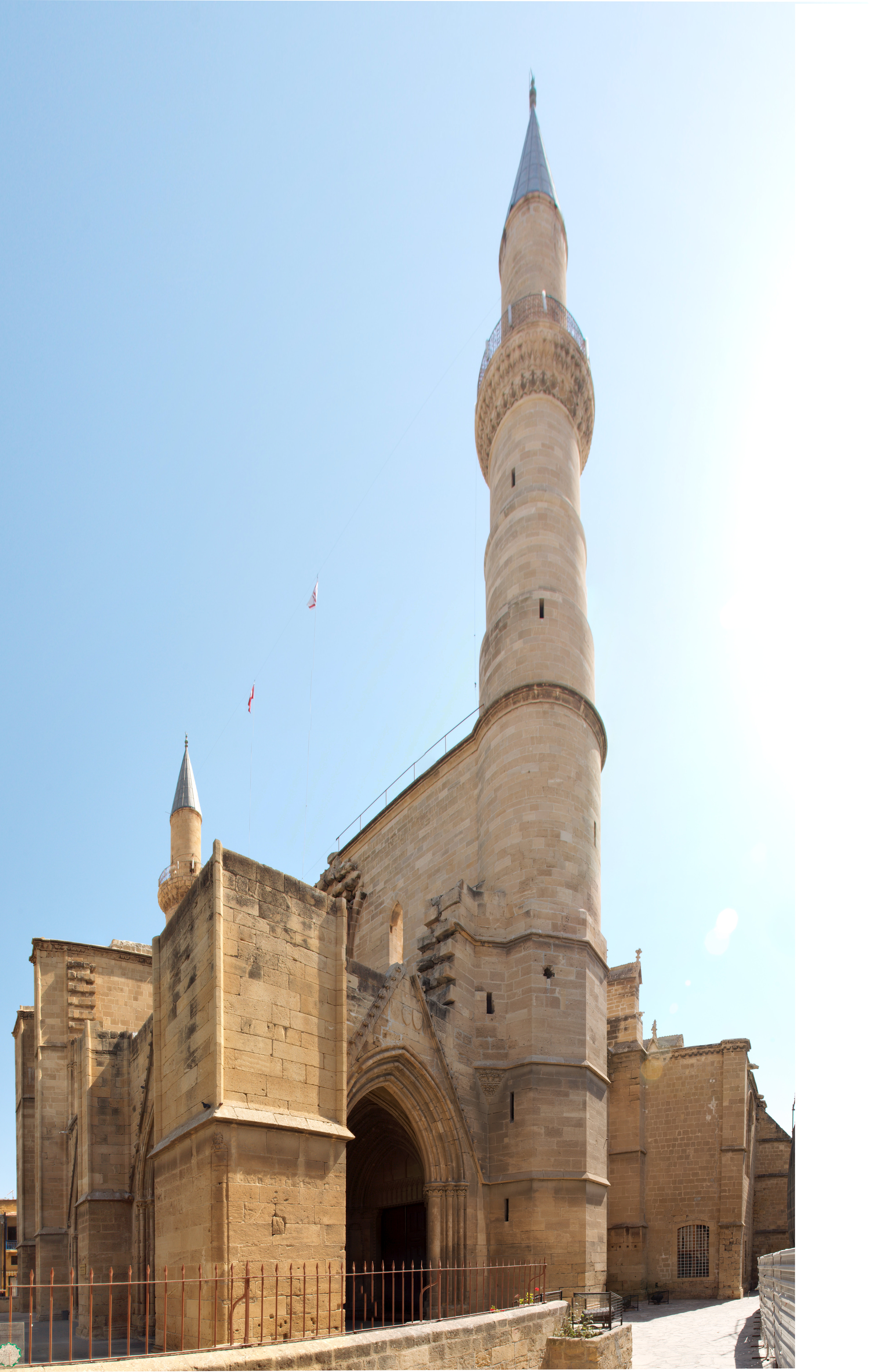
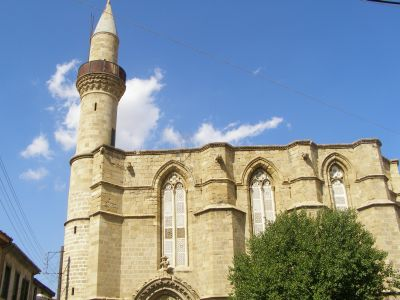
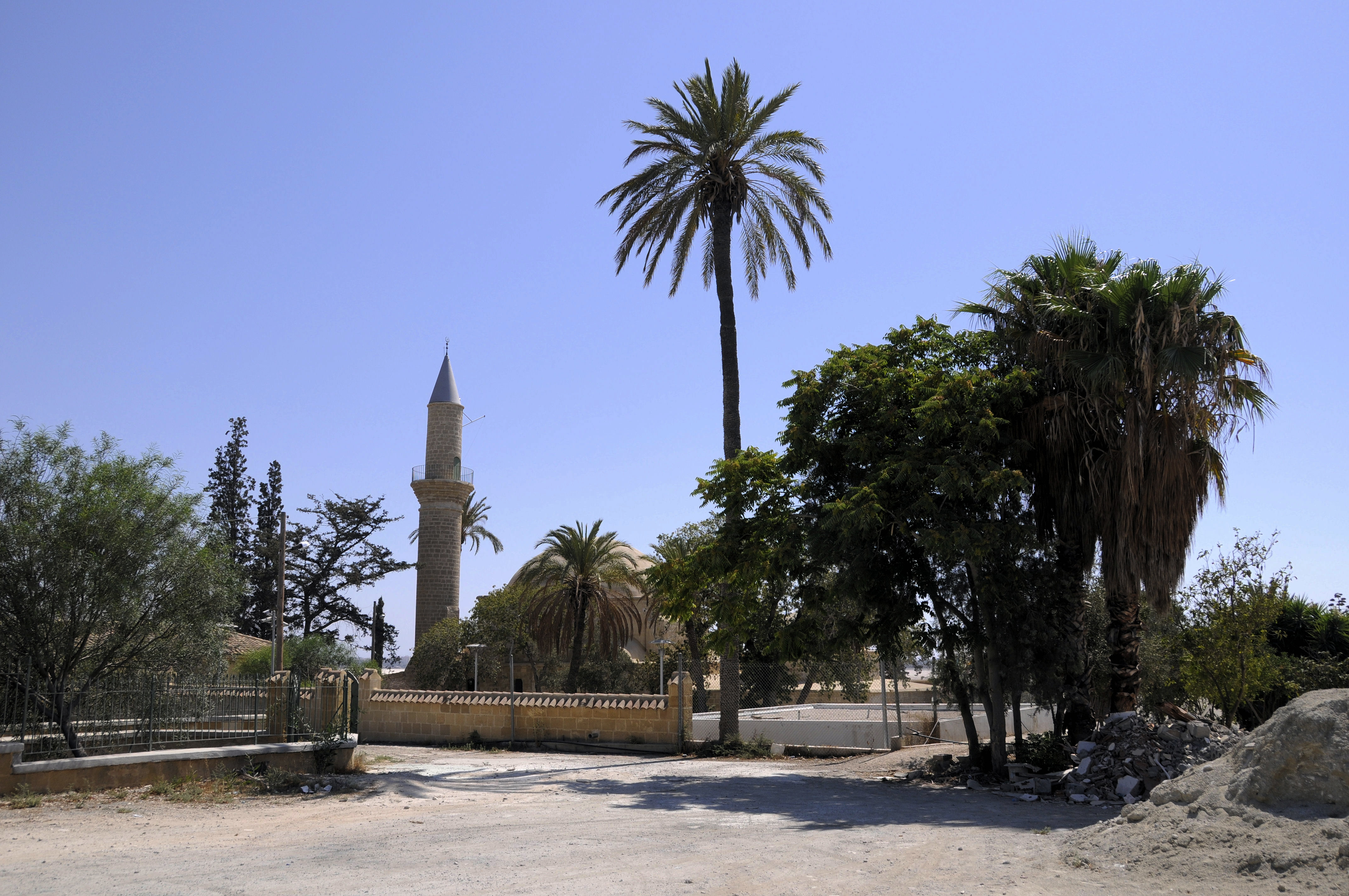
ハラ・スルタン・テッケ
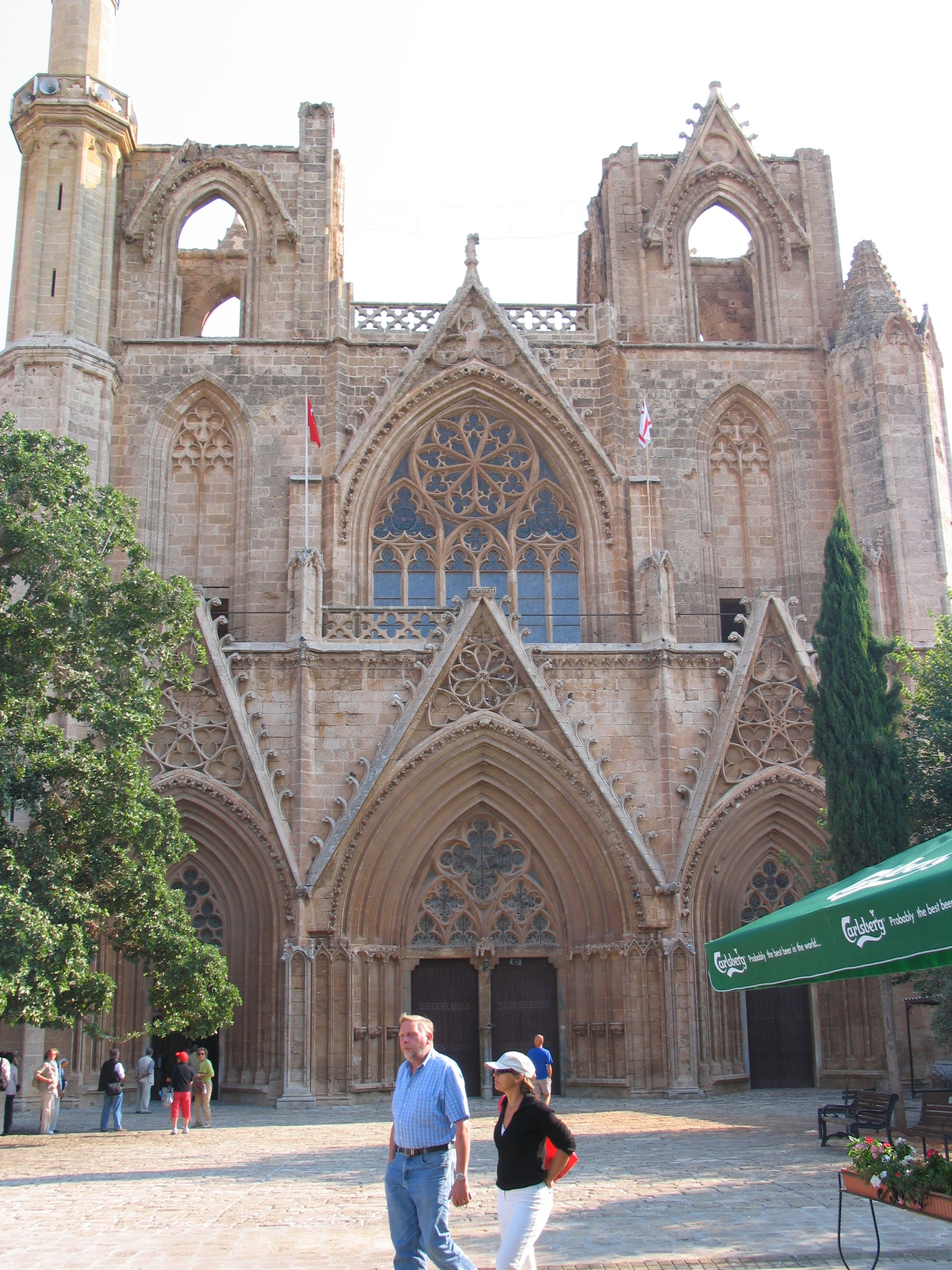
改宗した聖堂の入口のファサード
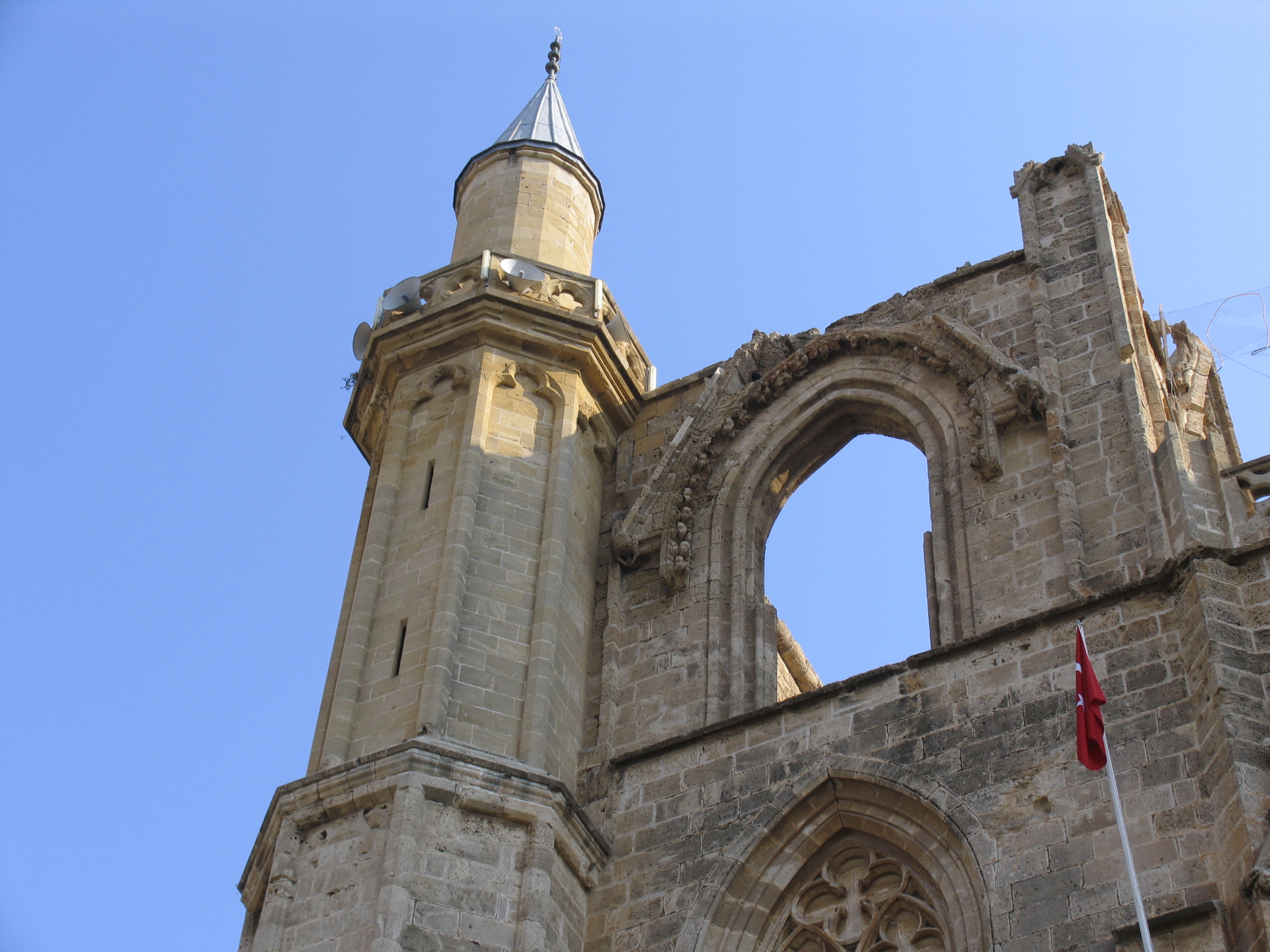
ラーラ・ムスタファ・パシャ・モスクのミナレット
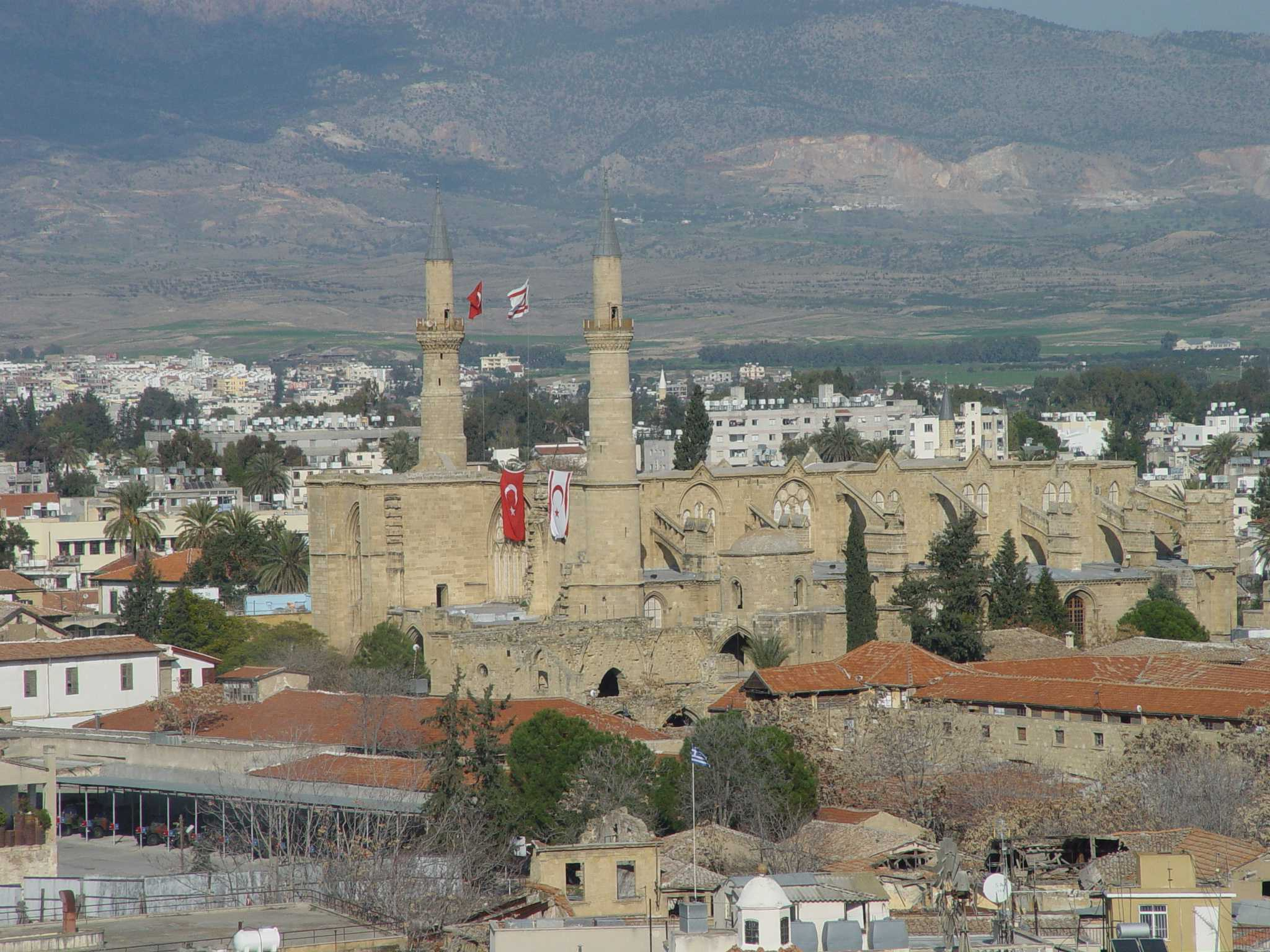
セリミエ・モスク
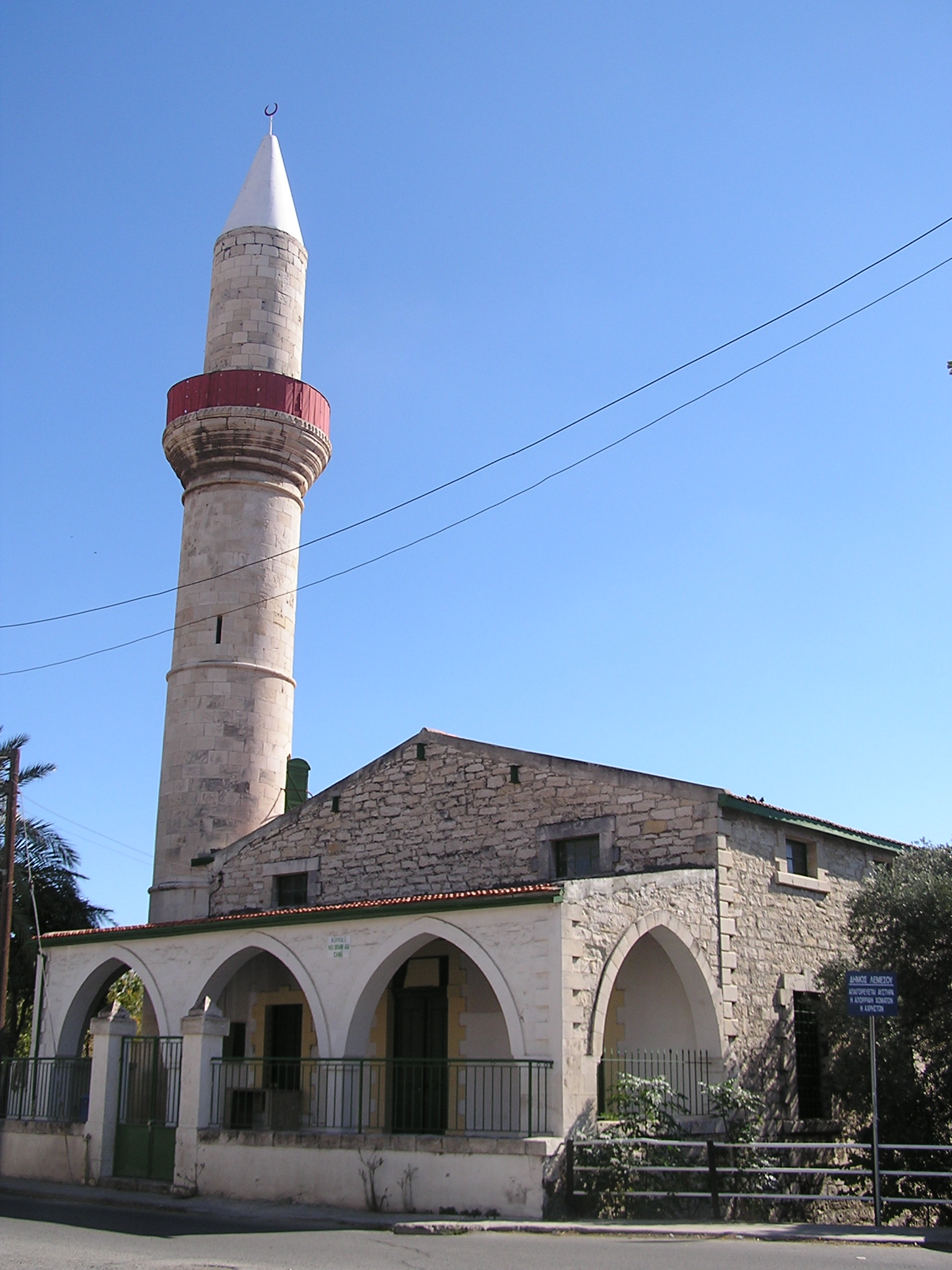
リマソールのモスク